# 1. Kavallerie-Division (Wehrmacht)
Die 1. Kavallerie-Division war ein Großverband des Heeres der deutschen Wehrmacht. Sie wurde im Oktober 1939, unter Angliederung weiterer Einheiten, durch Umbenennung der 1. Kavallerie-Brigade aufgestellt.

## Divisionsgeschichte
Die 1. Kavallerie-Brigade wurde am 1. April 1936 durch Umbenennung der 5. Reiter-Brigade in Insterburg im Wehrkreis I aufgestellt. Sie war beim Überfall auf Polen 1939 im Rahmen der 3. Armee im Nordabschnitt der Front eingesetzt. Von dort griff sie nach Süden, am östlichen Rand der Gesamtfront, in Richtung Warschau an. Ab 13. September kämpfte sie im Raum Warschau, bevor sie am 17. September aus der Front herausgezogen wurde und in Ruhestellung ging.
Unmittelbar nach dem Überfall auf Polen wurde die Brigade in den Raum Dresden verlegt und zur Division erweitert. Am 25. Oktober 1939 erfolgte die Umbenennung in 1. Kavallerie-Division. Ab 10. Mai 1940 bei Beginn des Westfeldzugs ging die 1. Kavallerie-Division im Rahmen der 18. Armee über die deutsch-niederländische Grenze und stieß in Richtung Zuidersee vor. Mit der Kapitulation des niederländischen Heeres am 15. Mai endete für die Division der Kampf an diesem Frontabschnitt. Am 7. Juni 1940 trat sie dann im Rahmen der 4. Armee im Raum um Amiens wieder in Erscheinung und bildete einen Brückenkopf über die Somme. Bei weiteren Angriffs- und Verfolgungskämpfen wurde die Seine nördlich von Paris überschritten und bis zum Ende des Feldzugs die Atlantikküste bei La Rochelle und Rochefort erreicht.
Im März 1941 verlegte die Division in das Generalgouvernement und verblieb dort bis zu Beginn des deutschen Angriffs auf die Sowjetunion. Im Juni 1941 unterstand sie der Panzergruppe 2 in der Heeresgruppe Mitte. Ihre Hauptaufgabe war es, die Südflanke zu den Prypjat-Sümpfen hin abzudecken. Im August griff sie zusammen mit der Panzergruppe 2 nach Süden an, um den Kessel von Kiew zu schließen. Später nahm sie an der Kesselschlacht um Brjansk teil, ehe sie am 25. Oktober aus der Front herausgezogen und zurück nach Ostpreußen verlegt wurde. Mit Wirkung vom 28. November 1941 wurde sie in 24. Panzer-Division umbenannt und entsprechend umgegliedert.

## Gliederung
Die 1. Kavallerie-Division war Nachfolgerin der 1. Kavallerie-Brigade, deren ostpreußische Reiterregimenter 1 (Insterburg) und 2 (Angerburg) noch in der Reichswehr der Weimarer Republik aufgestellt wurden. Nach der Wiedererlangung der Wehrhoheit 1935 gliederte die Heeresführung alle Kavallerie-Verbände nach und nach in gepanzerte und motorisierte Truppen um. Lediglich die oben genannten Reiterregimenter blieben in der 1. Kavallerie-Brigade erhalten. Diese erhielt weitere Verbände zugeführt und wurde zur Kavallerie-Division vergrößert.
| 1. Kavallerie-Brigade August 1939       | 1. Kavallerie-Division Mai 1940                                                   |
| --------------------------------------- | --------------------------------------------------------------------------------- |
| - Reiter-Regiment 1 - Reiter-Regiment 2 | - Reiter-Regiment 1 - Reiter-Regiment 2 - Reiter-Regiment 21 - Reiter-Regiment 22 |
| - Reitende-Artillerie-Abteilung 1       | - Reitendes-Artillerie-Regiment 1                                                 |
| - Radfahr-Abteilung 1                   | - Radfahr-Abteilung 1                                                             |
|                                         | - Panzer-Jäger-Kompanie 40                                                        |
| - Pionier-Kompanie 40                   | - Pionier-Bataillon 40                                                            |
|                                         | - Nachrichten-Abteilung 86                                                        |

## Ritterkreuzträger
| Name                              | Auszeichnung | Datum         | Dienstgrad     | Einheit           |
| Michael, Georg                    | Ritterkreuz  | 19. Jan. 1941 | Leutnant       | 6./RR 22          |
| Brakat, Otto                      | Ritterkreuz  | 27. Juli 1941 | Unteroffizier  | 2./Radf. Abt. 1   |
| Edelsheim, Max Reichsfreiherr von | Ritterkreuz  | 30. Juli 1941 | Oberstleutnant | Kdr. Radf. Abt. 1 |
| Feldt, Kurt                       | Ritterkreuz  | 23. Aug. 1941 | Generalmajor   | Kdr. 1. Kav. Div. |
| Lengerke, Wilhelm von             | Ritterkreuz  | 31. Aug. 1941 | Oberstleutnant | Kdr. I./RR 1      |

## Bekannte Divisionsangehörige
- Ferdinand von Senger und Etterlin (1923–1987), war von 1979 bis 1983 als General Oberbefehlshaber der NATO-Streitkräfte Mitteleuropa AFCENT
- Emil Spannocchi (1916–1992), war von 1978 bis 1981, als General des österreichischen Bundesheeres, Leiter der Sektion III im Bundesministerium für Landesverteidigung